# Carlos Martínez Solano
Carlos Alfonso Martínez Solano (n. San Ignacio, 26 de octubre de 1963) es un economista y político peruano, exalcalde de la Provincia de San Ignacio.

## Biografía
Carlos Martínez realizó sus estudios primarios en el Centro Educativo N.º 16470 San Ignacio de Loyola, y los secundarios en el Colegio Tito Cusy Yupanqui. Estudió Administración en la Facultad de Ciencias Económicas en la Universidad Nacional de Trujillo, entre 1983 y 1987. Como administrador, trabajó en Comercial Distribuidora S. A. (de febrero de 1991 a marzo de 1993) y en la municipalidad provincial de San Ignacio (de julio de 1994 a diciembre de 1995). Fue gerente general de la Cooperativa de Ahorro y Crédito 314 (de abril de 1993 a julio de 1994). También fue docente en el Instituto Superior Tecnológico San Ignacio (entre abril de 1993 y octubre de 1999).
Inició su participación política como regidor del Concejo Provincial de San Ignacio para el período 1996-1998, como representante del Movimiento Independiente Somos Progreso, y fue reelecto para el periodo siguiente (1999-2002).
Fundó el Movimiento Independiente Regional Fuerza Campesina y, en el año 2002, se postuló y alcanzó la alcaldía provincial de San Ignacio para el periodo 2003-2006 y luego para el periodo 2007-2010. En las elecciones regionales y municipales de Perú de 2010, se postuló nuevamente al mismo cargo.
Durante las elecciones de 2014, fue candidato a ocupar nuevamente el sillón municipal; sin embargo, no logró el puesto, al perder de manera contundente contra el partido regional Fuerza Social. El exalcalde Martínez se desempeñó como asesor externo del gobierno regional de Cajamarca.
Actualmente, se encuentra con prisión preventiva.